# جيم سكوت (لاعب بولينغ)
جيم سكوت (بالإنجليزية: Jim Scott)‏ هو لاعب بولينغ نيوزيلندي، ولد في 1950.